# Auld Lang Syne
"Auld Lang Syne" er en af de mest sungne sange nytårsaften. Teksten er skrevet af Robert Burns i 1788 til den skotske melodi fra 1687, "The Duke of Bucclugh's Tune".

## Lyrik
|      | Burns’ originale skotske vers.                                                                                                  | Skotsk udtale-guide                                                                                                | Engelsk oversættelse | Jeppe Aakjærs Skuld gammel venskab rejn forgo                                                                             |
|      | Should auld acquaintance be forgot, and never brought to mind ? Should auld acquaintance be forgot, and auld lang syne ?        | Shid ald akwentans bee firgot, an nivir brocht ti mynd? Shid ald akwentans bee firgot, an ald lang syn?            | Should old acquaintance be forgot, and never brought to mind ? Should old acquaintance be forgot, and old lang syne ?             | Skuld gammel venskab rejn forgo og stryges fræ wor mind? Skuld gammel venskab rejn forgo med dem daw så læng, læng sind?  |
| KOR: | For auld lang syne, my dear, for auld lang syne, we’ll tak a cup o’ kindness yet, for auld lang syne.                           | Fir ald lang syn, ma deer, fir ald lang syn, Wil tak a cup o kyndnes yet, fir ald lang syn.                        | For auld lang syne, my dear, for auld lang syne, we'll take a cup o’ kindness yet, for auld lang syne.                            | Di skjønne ungdomsdaw, å ja, de daw så svær å find! Vi'el løwt wor kop så glådle op for dem daw så læng, læng sind!       |
|      | And surely ye’ll be your pint-stoup ! And surely I’ll be mine ! And we’ll tak a cup o’ kindness yet, for auld lang syne.        | An sheerly yil bee yur pynt-staup! an sheerly al bee myn! An will tak a cup o kyndnes yet, fir ald lang syn.       | And surely you’ll buy your pint cup ! And surely I’ll buy mine ! And we'll take a cup o’ kindness yet, for auld lang syne.        | Og gi så kuns de glajs en top og vend en med di kaw'. Vi'el ta ino en jenle kop, for dem swunden gammel daw.              |
| KOR: | | | | |
|      | We twa hae run about the braes, and pou’d the gowans fine ; But we’ve wander’d mony a weary fit, sin’ auld lang syne.           | We twa hay rin aboot the braes, an pood the gowans fyn; Bit weev wandert monae a weery fet, sin ald lang syn.      | We two have run about the slopes, and picked the daisies fine ; But we’ve wandered many a weary foot, since auld lang syne.       | Vi tow — hwor hår vi rend om kap i'æ grønn så manne gång! Men al den trawen verden rundt, hår nu gjord æ bjenn lidt tång. |
| KOR: | | | | |
|      | We twa hae paidl’d in the burn, frae morning sun till dine ; But seas between us braid hae roar’d sin’ auld lang syne.          | We twa hay pedilt in the burn, fray mornin sun til dyn; But seas between us bred hay roard sin ald lang syn.       | We two have paddled in the stream, from morning sun till dine† ; But seas between us broad have roared since auld lang syne.      | Vi wojed sammel i æ bæk fræ gry til høns war ind Så kam den haw og skil wos ad Å, hvor er æ læng, læng sind!              |
| KOR: | | | | |
|      | And there’s a hand, my trusty fiere ! And gives a hand o’ thine ! And we’ll tak a right guid-willie-waught, for auld lang syne. | An thers a han, my trustee feer! an gees a han o thyn! And we’ll tak a right gude-willie-waught, fir ald lang syn. | And there’s a hand my trusty friend ! And give us a hand o’ thine ! And we’ll take a right good-will draught, for auld lang syne. | Der er mi hånd, do gamle swend! Ræk øwer og gi mæ dind. Hwor er æ skjøn å find en ven, en håj mist for læng, læng sind!   |
| KOR: | | | | |

† dine = dinner time
Det mest almindelige er, at kun første vers og koret synges, med den sidste linje af og til ændret til "and days of auld lang syne".

## Indspilninger
"Auld Lang Syne" er indspillet i et utal af versioner. Den er bl.a. indsunget af Elvis Presley og udsendt på hans album Elvis – New Year's Eve '76 (Live In Pittsburgh). Dette er en koncertoptagelse fra Civic Center Arena i Pittsburgh i Pennsylvania, USA, optaget umiddelbart før midnat nytårsaften, den 31. december 1976.
Walk off the Earth og Lukas Graham udgav i 2021 Love You Right, hvor omkvædet er stærkt inspireret af melodien fra Auld Lang Syne.

## Danske fortolkninger
I 1927 skrev Jeppe Aakjær sangen Skuld gammel venskab rejn forgo med udgangspunkt i den gamle skotske folkesang Should auld acquaintance be forgot som blev nedskrevet af Robert Burnes i 1788. Senere har en lang række danske musikere indspillet deres versioner af sangen eller komponeret nye sange med inspiration i melodien.
- Boolsen kvartetten
- Fisker Thomas
- Gasolin: Stakkels Jim
- Jodle Birge
- John Mogensen
- Erik Paaske
- Lene Siel, Helge Engelbrecht og Tommy Rasmussen
- Tonny Aabo
- I spejderkredse bruges teksten Nu flyver mørkets fugle ud.
- Walk off the Earth og Lukas Graham udgav i 2021 Love You Right, hvor omkvædet er sampled af melodien fra Auld Lang Syne.[4]